# آندرئاس اوگریس
آندرئاس اوگریس (آلمانی: Andreas Ogris؛ زادهٔ ۷ اکتبر ۱۹۶۴) بازیکن سابق و مربی فوتبال اهل اتریش است.
از باشگاه‌هایی که در آن بازی کرده‌است می‌توان به باشگاه فوتبال لاسک، باشگاه فوتبال اسپانیول، باشگاه فوتبال آستریا وین، و باشگاه فوتبال آدمیرا واکر مودلینگ اشاره کرد.
وی همچنین در تیم ملی فوتبال اتریش بازی کرده‌است.